# LG Optimus Vu
LG Optimus Vu (anche conosciuto come LG Intuition su Verizon) è uno ibrido smartphone/tablet ("phablet") Android, pubblicato nel mese di agosto 2012, il suo schermo 5.0 pollici è di una dimensione tra quella di smartphone tradizionali, e tablet. Ha un processore da 1,5 GHz quad-core Nvidia Tegra 3 CPU con Nvidia ULP GeForce GPU. La versione coreana del telefono cellulare, noto come LG Optimus Vu F100S è stato distribuito nel marzo 2012, con un dual-core da 1,5 GHz Qualcomm MSM 8660 Snapdragon CPU e GPU Adreno 220, e con Android 2.3.5 Gingerbread. Il modello coreano da allora ha ricevuto aggiornamenti ad Android 4.0.4 ICS e 4.1 Jelly Bean.